# Sant'Antimo Pinot Nero
Il Sant'Antimo Pinot Nero è un vino DOC la cui produzione è consentita nella provincia di Siena.

## Caratteristiche organolettiche
- colore: rosso rubino poco intenso
- odore: caratteristico, marcato, a volte con ricordi di fragole
- sapore: asciutto, vellutato

## Produzione
Provincia, stagione, volume in ettolitri
- nessun dato disponibile